# Eldorado do Carajás
Eldorado do Carajás is een gemeente in de Braziliaanse deelstaat Pará. De gemeente telt 29.251 inwoners (schatting 2009).

## Galerij

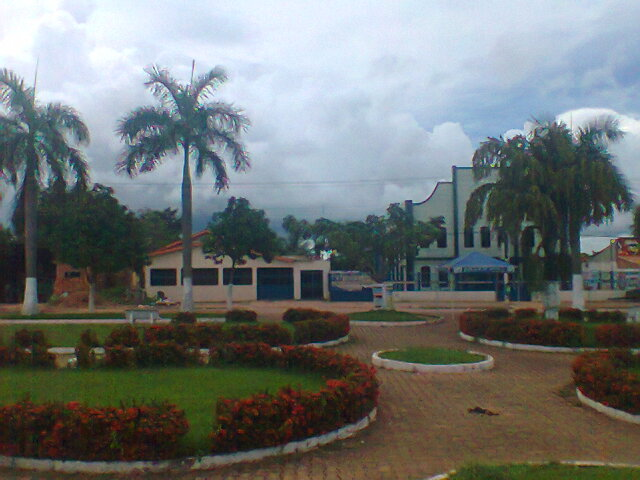
Plein voor de pinkstergemeente Assembleia de Deus aan de hoofdweg van Eldorado